# James Goold, Baron Goold
James Duncan Goold, Baron Goold (* 28. Mai 1934; † 27. Juli 1997 in Glasgow) war ein schottischer Wirtschaftsprüfer, Unternehmer und Life Peer.

## Leben
Seine Schulzeit verbrachte Goold an der Glasgow Academy, anschließend ließ er sich zum Wirtschaftsprüfer ausbilden. In diesem Beruf arbeitete er von 1958 bis 1960 bei W. E. C. Reid & Co., ehe er 1960 für eine kurze Zeit bei Price Waterhouse Ltd. in Australien tätig war. Im Jahre 1961 ging er schließlich als Sekretär zum schottischen Bauunternehmen Mactaggart & Mickel, welchem er den Rest seines Lebens verbunden bleiben sollte. Ab 1965 war er dort Direktor und ab 1993 hatte er den Unternehmensvorsitz inne.
Goold übernahm 1971 den Vorsitz des schottischen Bauunternehmerverbandes (Scottish Building Contractors Association) und wurde 1977 Vorsitzender der Föderation schottischer Arbeitgeber im Bauwesen (Scottish Building Employers' Federation). 1981 wurde er Chef des Arbeitgeberverbandes CBI in Schottland, ein Amt, das er bis 1983 innehatte. 1983 wurde er zum Knight Bachelor geschlagen, 1985 wurde er Debuty Lieutenant im County Renfrew und 1994 sogar Lord Lieutenant in Renfrewshire.
Politisch engagierte sich Goold bei der schottischen Conservative Party. Von 1978 bis 1995 war er Verbandsehrenpräsident (Association Honorary President) in seinem Heimatbezirk Eastwood, von 1981 bis 1983 war er Ehrenschatzmeister der Partei in Schottland und schließlich von 1983 bis 1990 Vorsitzender der Scottish Conservative Party.
Daneben zeigte Goold ein umfassendes soziales Engagement. So war er von 1991 bis 1993 Vorsitzender des Royal Scottish National Orchestra, ab 1993 Chairman of the Court an der University of Strathclyde und 1994 Präsident eines Hospizes in Paisley.
Im April 1987 wurde er in den Stand eines Life Peer erhoben. Er trug seitdem offiziell den Titel Baron Goold, of Waterfoot in the District of Eastwood und nahm einen Sitz im House of Lords ein.